# Пултуськ (гміна)
Гміна Пултуськ (пол. Gmina Pułtusk) — місько-сільська гміна у центральній Польщі. Належить до Пултуського повіту Мазовецького воєводства.
Станом на 31 грудня 2011 у гміні проживало 23978 осіб.

## Площа
Згідно з даними за 2007 рік площа гміни становила 133.72 км², у тому числі:
- орні землі: 72.00%
- ліси: 10.00%

Таким чином, площа гміни становить 16.14% площі повіту.

## Населення
Станом на 31 грудня 2011:
| Опис     | Загалом | Загалом | Чоловіки | Чоловіки | Жінки | Жінки |
| -------- | ------- | ------- | -------- | -------- | ----- | ----- |
| одиниця  | осіб    | %       | осіб     | %        | осіб  | %     |
| все      | 23978   | 100     | 11601    | 48.38    | 12377 | 51.62 |
| міське   | 19155   | 100     | 9191     | 47.98    | 9964  | 52.02 |
| сільське | 4823    | 100     | 2410     | 49.97    | 2413  | 50.03 |

## Сусідні гміни
Гміна Пултуськ межує з такими гмінами: Вінниця, Ґзи, Затори, Карнево, Обрите, Покшивниця, Шелькув.